# Terry Sylvester (álbum)
Terry Sylvester es el álbum debut homónimo del músico ingles del mismo nombre. Fue publicado en septiembre de 1974 a través de Epic Records.  

## Antecedentes
Sylvester cofundó the Escorts en 1963 con dos compañeros de clase que acababan de dejar la Morrison School for Boys en Rose Lane, Allerton. En 1966, Sylvester se unió a the Swinging Blue Jeans, reemplazando al guitarrista y vocalista Ralph Ellis. El debut de Sylvester con the Hollies en enero de 1969 lo vio cantar en los sencillos «Sorry Suzanne» y «He Ain't Heavy, He's My Brother». Después de que the Hollies tuviera una mala racha en las listas musicales desde 1972 con «Long Cool Woman in a Black Dress», volvió a encabezar las listas a principios de 1974 con «The Air That I Breathe», sencillo que alcanzó el puesto número uno en varios países. El sencillo fue seguido por el álbum Hollies en abril de 1974.

## Recepción de la crítica
Un escritor no especificado de Record World describió Terry Sylvester como “un álbum simplemente maravilloso”, elogiando “su dulce calidad vocal [que] se ve realzada por arreglos sinfónicos”.

## Lista de canciones
Todas las canciones escritas y compuestas por Terry Sylvester, excepto donde esta anotado. 
| Lado uno |                                |                               |          |  |
| N.º      | Título                         | Escritor(es)                  | Duración |  |
| 1.       | «Pick Up the Pieces Again»     |                               | 3:45     |  |
| 2.       | «It's Better Off This Way»     |                               | 4:05     |  |
| 3.       | «End of the Line»              | Sylvester Christopher Gunning | 3:55     |  |
| 4.       | «Going Back»                   | Sylvester David Gordon        | 2:50     |  |
| 5.       | «For the Peace of All Mankind» | Albert Hammond Mike Hazlewood | 4:11     |  |

| Lado dos |                                       |                  |          |  |
| N.º      | Título                                | Escritor(es)     | Duración |  |
| 1.       | «Make My Day»                         |                  | 3:55     |  |
| 2.       | «If You Change Your Mind»             | Sylvester Gordon | 3:51     |  |
| 3.       | «Mary Anne»                           | Sylvester Gordon | 2:37     |  |
| 4.       | «The Trees the Flowers and the Shame» | Sylvester Gordon | 3:43     |  |
| 5.       | «Indian Girl»                         |                  | 3:29     |  |

## Créditos y personal
Créditos adaptados desde las notas de álbum de Terry Sylvester.
Personal técnico
- Ron Richards – productor
- Chris Gunning – arreglos
- Alan Parsons – ingeniero de audio
- David Bailey – fotografía